# Waesmunster
Waesmunster,, en néerlandais Waasmunster, est une commune néerlandophone de Belgique située en Région flamande, dans la province de Flandre-Orientale.
Waasmunster a donné son nom au périodique Le Billet de Waasmunster avec la précieuse collaboration de Gustave Thibon et publié à l'origine par la direction de l'usine textile Manta SA qui y avait son siège.

## Histoire
On dit que le nom Waasmunster viendrait de "Waes-monasterium", ou "monastère situé dans une terre marécageuse".
Des traces d'habitations de l'époque romaine ont été retrouvées sur le territoire de Waasmunster.
Waasmunster est mentionnée par écrit pour la première fois en 1117, ce qui rend la paroisse de Waasmunster plus ancienne que celle de Saint-Nicolas. Juridiquement parlant, la paroisse de Waasmunster était réunie avec Elversele dans le même tribunal qui rendait la justice. Un recours peut être déposé auprès du Wase Leenhof à Saint-Nicolas.
Au XIe siècle se trouvait ici la maison d'hôtes Hoogendonck, qui fut fermée en 1238 car réputée mal gérée. La même année, l'abbaye de Roosenberg est fondée par l'évêque de Tournai, Gauthier de Marvis. L'abbaye appartenait à l'ordre victorien, relatif à l'abbaye Saint-Victor de Paris, et était un monastère de femmes. L'abbaye dut faire face à la révolte de Gand en 1379 et au pillage des Gueux en 1578. À la fin du XVIIIe siècle, l'abbaye fut fermée par le gouvernement français. En 1830, les sœurs retournèrent à Waasmunster. En 1975, elles fusionnèrent avec les Sœurs Mariales de François et fondèrent un nouveau monastère.
À partir de 1860, l’activité économique de Waasmunster se développe. Une entreprise importante Manta, une usine textile, y était implantée. C'est ce qui est né d'Alexis Roos & Cie, reprise en 1930 par H. De Lovinfosse, qui possédait déjà une usine Manta à Opwijk. Entre 1950 et 1970, elle était un producteur prospère de couvertures dites Sole Mio. À son apogée, 1 200 personnes y travaillaient. Après 1970, l’entreprise a périclité et a finalement fermé ses portes.
Waasmunster possédait un aérodrome construit en 1939 comme aérodrome auxiliaire et qui fut brièvement utilisé par l'aviation militaire. Pendant la Seconde Guerre mondiale , il fut également utilisé par la Luftwaffe allemande.

## Héraldique
|  | La commune possède des armoiries qui lui ont été octroyées le 13 octobre 1818 confirmées les 9 juillet 1840 et 1er mars 1993. L'origine de la sirène tenant un radis n'est pas connue. C'est peut-être un symbole pour la mer, mais ce n'est pas certain. La sirène apparaît pour la première fois sur le sceau du conseil municipal au XVIIIe siècle. Il existe une description parlant d'une betterave (beet en anglais) au lieu d'un radis. Le blasonnement en néerlandais cite un navet (raap). Blasonnement : D'or à la sirène tenant de la sénestre un radis feuillé, le tout au naturel. - Délibération communale : 30 janvier 1979 - Arrêté de l'exécutif de la communauté : 8 juin 1979 - Moniteur belge : 12 septembre 1979 Source du blasonnement : Heraldy of the World. |

## Évolution démographique
Graphe de l'évolution de la population de la commune.
- Source : DGS - Remarque: 1831 jusqu'à 1981=recensement; depuis 1990=nombre d'habitants chaque 1er janvier[4]

## Patrimoine civil et religieux

### Abbaye Notre-Dame du Rosenberg
Cette abbaye fut fondée en 1237, et reconnue par la bulle du 31 juillet 1258. Elle fut une des plus illustres du Pays de Waes, comme celle du Baudeloo. Les abbesses étaient appelées grandes chanoinesses nobles.
Elle était nommée officiellement Abbatia Montis Rosarum Ordinis S . Victoris Juxta Waesmunster. Elle fut supprimée et détruite en 1797, elle a été reconstituée au lendemain de l'indépendance belge. Les bâtiments actuels datent du XIXe siècle. Le principal motif d'intérêt de l'abbaye réside dans son musée.

### Musée de l'abbaye Notre-Dame du Rosenberg
Ce musée regroupe des souvenirs divers : coffres, armoires, chandeliers, faïences et porcelaines, portraits, registres, livres de piété, documents précieux ou d'une valeur documentaire considérable dont plusieurs bulles papales.

## Sport
- Handball :
  - DHC Waasmunster (évolue en D1 belge féminine)
  - HKW Waasmunster (évolue en D1 belge masculine)